# Kasper Høgh
Kasper Waarts Thenza Høgh (6 de diciembre de 2000) es un futbolista danés, que juega de delantero en club F. K. Bodø/Glimt.

## Trayectoria
Habiendo crecido en el sector juvenil del Randers, hizo su debut en el primer equipo el 15 de abril de 2018, jugando en el partido de Superligaen perdido 3-0 contra Odense.
El 18 de enero de 2023 fue cedido, con opción de compra, al club noruego Stabæk. El 2 de julio de 2020, Stabæk lo fichó de forma permanente y el jugador firmó un contrato hasta el 31 de diciembre de 2025.
El 2 de octubre de 2023, Bodø/Glimt anunció el fichaje de Høgh, a partir del 1 de enero de 2024.

## Palmarés
| Título            | Club             | País      | Año       |
| ----------------- | ---------------- | --------- | --------- |
| Copa de Dinamarca | Randers FC       | Dinamarca | 2020-2021 |
| Eliteserien       | F. K. Bodø/Glimt | Noruega   | 2024      |